# 제1기 카얀데르 내각

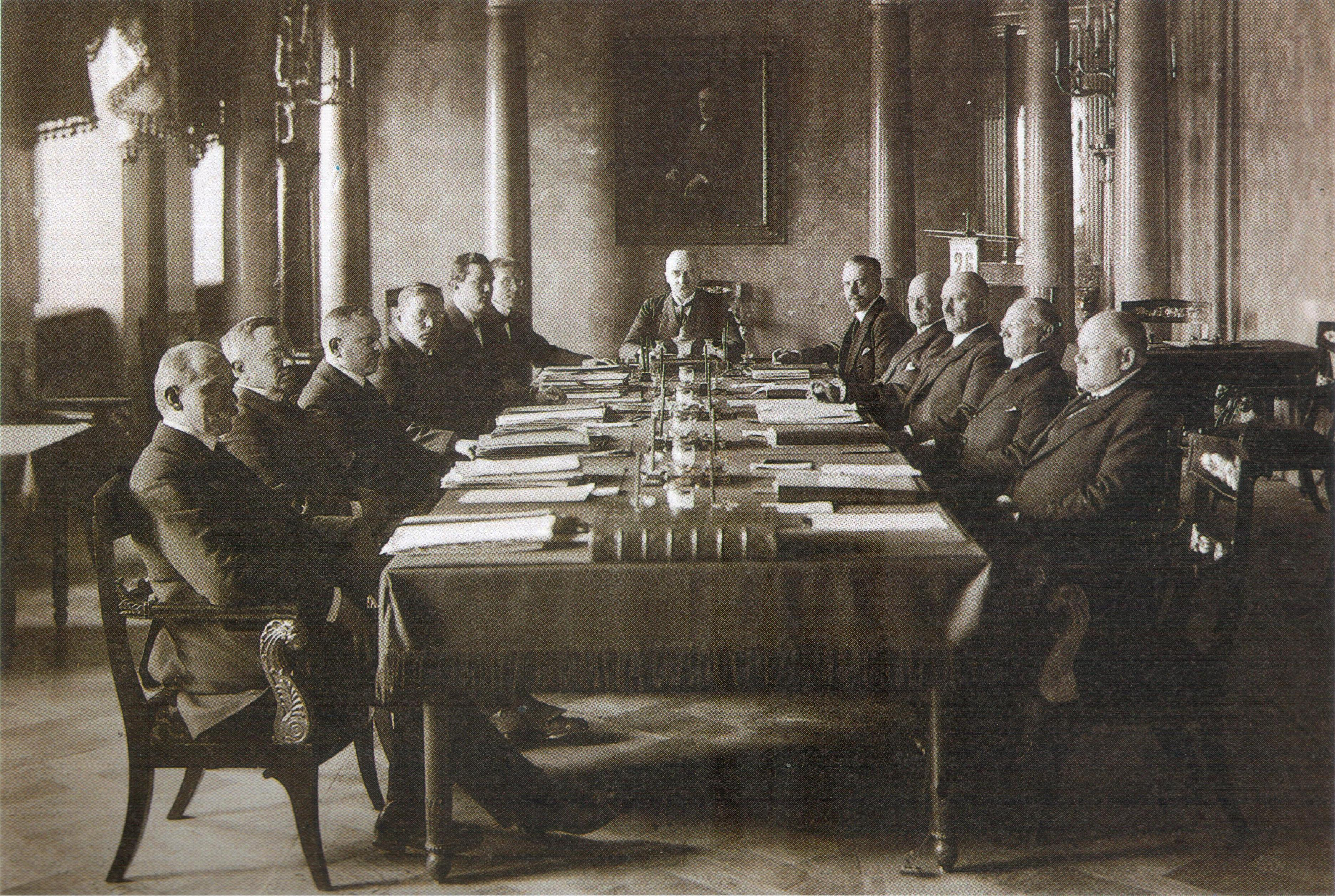

제1기 카얀데르 내각(핀란드어: Cajanderin ensimmäinen hallitus 카얀데린 엔심매이넨 할리투스[*])은 핀란드 공화국의 여섯 번째 내각이다.
1922년 6월 2일부터 1922년 11월 14일까지 성립했다. 선거관리내각이었다. 이때부터 "전쟁장관"이 "방위장관"으로, "종무교육장관"이 "교육장관"으로 바뀌었다.
| 직책                                                     | 성명                     | 재임기간                        | 정당 | 정당   |
| -------------------------------------------------------- | ------------------------ | ------------------------------- | ---- | ------ |
| 총리 Pääministeri                                        | 아이모 카얀데르          | 1922년 6월 2일–1922년 11월 14일 |      | 무소속 |
| 외무장관 Ulkoasiainministeri                             | 칼 엔켈                  | 1922년 6월 2일–1922년 11월 14일 |      | 무소속 |
| 법무장관 Oikeusministeri                                 | 오스카르 릴리우스        | 1922년 6월 2일–1922년 11월 14일 |      | 무소속 |
| 방위장관 Puolustusministeri                              | 브루노 얄란데르          | 1922년 6월 2일–1922년 11월 14일 |      | 무소속 |
| 내무장관 Sisäasiainministeri                             | 위리외 요한네스 에스켈래 | 1922년 6월 2일–1922년 11월 14일 |      | 무소속 |
| 재무장관 Valtiovarainministeri                           | 에른스트 그로스텐        | 1922년 6월 2일–1922년 11월 14일 |      | 무소속 |
| 교육장관 Opetusministeri                                 | 위리외 로이마란타        | 1922년 6월 2일–1922년 11월 14일 |      | 무소속 |
| 농무장관 Maatalousministeri                              | 외스텐 엘프빙            | 1922년 6월 2일–1922년 11월 14일 |      | 무소속 |
| 농무장관보 Apulaismaatalousministeri                     | 아이모 카를로 카얀데르   | 1922년 6월 2일–1922년 11월 14일 |      | 무소속 |
| 운수공공장관 Kulkulaitosten ja yleisten töiden ministeri | 에베르트 스코그스트룀    | 1922년 6월 2일–1922년 11월 14일 |      | 무소속 |
| 상공장관 Kauppa- ja teollisuusministeri                  | 아우쿠스티 아호          | 1922년 6월 2일–1922년 11월 14일 |      | 무소속 |
| 사회장관 Sosiaaliministeri                               | 에이노 악셀리 쿠시       | 1922년 6월 2일–1922년 11월 14일 |      | 무소속 |

| 전임 제2차 벤놀라 내각 | 제6대 핀란드 공화국의 내각 1922년 6월 2일–1922년 11월 14일 | 후임 제1차 칼리오 내각 |